# Бахаровский, Иван Яковлевич
Бахаровский Иван Яковлевич (1925 — 1997, Чимкент) — ученый-зоотехник, лауреат Государственной премии СССР (1970).

## Биография
Родился в селе Луценково Алексеевского района Воронежской области РСФСР.
Участник Великой Отечественной войны.
С 1949 года — зоотехник Южно-Казахстанской селекционной станции
В 1953 году переехал в населенный пункт Рабат, более двадцати лет трудился в совхозе «Куик».
Один из производителей породы овец южно-казахстанский меринос. За выведение новой породы тонкорунных овец «Южноказахстанский меринос» и экономическую эффективность внедрения её в производство Чимкентской, Джамбульской и Кзыл-Ордынской областей Казахской ССР присвоена Государственная премия СССР за выдающиеся достижения в труде в составе коллектива.
Умер в Шымкенте в 1997 году.